# John C. Wright (Politiker, 1783)
John Crafts Wright (* 17. August 1783 in Wethersfield, Connecticut; † 13. Februar 1861 in Washington, D.C.) war ein US-amerikanischer Jurist und Politiker. Zwischen 1823 und 1829 vertrat er den Bundesstaat Ohio im US-Repräsentantenhaus.

## Werdegang
John Wright besuchte die öffentlichen Schulen seiner Heimat und absolvierte danach eine Lehre im Druckerhandwerk. Später zog er nach Troy im Staat New York, wo er für einige Jahre die Zeitung Troy Gazette herausgab. Nach einem anschließenden Jurastudium in Litchfield und seiner Zulassung als Rechtsanwalt begann er ab 1809 in Steubenville (Ohio) in diesem Beruf zu arbeiten. Im Jahr 1818 wurde er als Nachfolger von Samuel Herrick Bundesstaatsanwalt für den Distrikt von Ohio. Politisch war er Mitglied der Demokratisch-Republikanischen Partei. Im Jahr 1820 wurde er in das US-Repräsentantenhaus gewählt, verzichtete aber noch vor Beginn der Legislaturperiode auf sein Mandat. In den 1820er Jahren schloss er sich der Bewegung gegen den späteren Präsidenten Andrew Jackson an und wurde Mitglied der kurzlebigen National Republican Party.
Bei den Kongresswahlen des Jahres 1822 wurde Wright im damals neu eingerichteten elften Wahlbezirk von Ohio in das US-Repräsentantenhaus in Washington gewählt, wo er am 4. März 1823 sein neues Mandat antrat. Nach zwei Wiederwahlen konnte er bis zum 3. März 1829 drei Legislaturperioden im Kongress absolvieren. Die Zeit ab 1825 war von heftigen Diskussionen zwischen den Anhängern von Andrew Jackson und denen von Präsident John Quincy Adams bzw. Henry Clay bestimmt. Im Jahr 1828 wurde er nicht wiedergewählt.
Zwischen 1831 und 1835 war John Wright Richter am Supreme Court of Ohio. Danach zog er nach Cincinnati, wo er 13 Jahre lang die Zeitung Cincinnati Gazette herausgab. Außerdem wurde er einer der Direktoren der Cincinnati, Hamilton & Dayton Railway Co. Anfang 1861 gehörte er einer Verhandlungskommission an, die in der Bundeshauptstadt Washington erfolglos den Ausbruch des Bürgerkrieges zu verhindern suchte. Er war sogar Ehrenpräsident (Honorary President) dieser Konferenz. Wright starb im Lauf der Verhandlungen am 13. Februar 1861 und wurde in Cincinnati beigesetzt.